# Euryglossa millstreamensis
Euryglossa millstreamensis är en biart som beskrevs av Exley 1976. Euryglossa millstreamensis ingår i släktet Euryglossa och familjen korttungebin. Inga underarter finns listade i Catalogue of Life.

## Bildgalleri

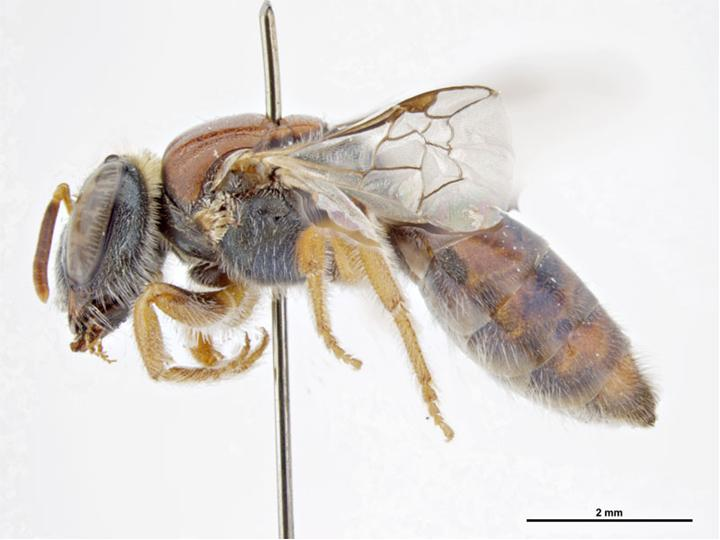
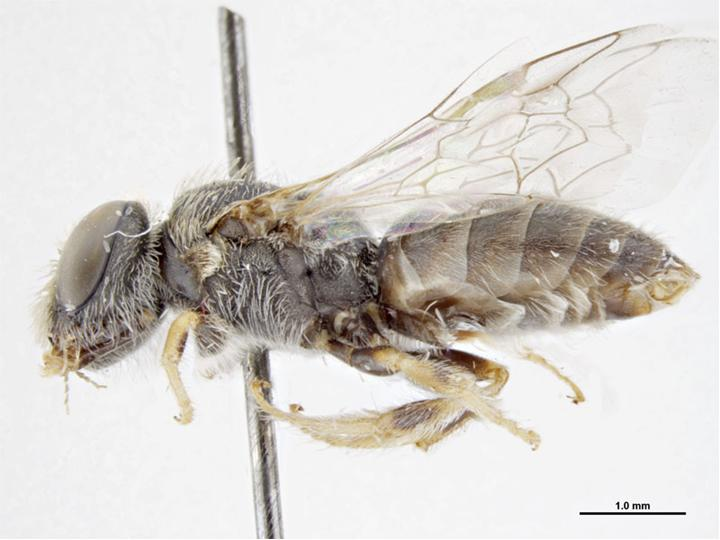